# Табуляція
Горизонтальна табуляція (HT, TAB) — символ таблиці ASCII з кодом 09h, на зорі комп'ютерної пори використовувався для вирівнювання тексту по горизонталі, наприклад для формування видимості таблиць із стовпчиків. Зазвичай дорівнює по ширині 4 або 8 пробілам, але в сучасних текстових редакторах може бути встановлений довільно. Вводиться за допомогою клавіші Tab, в багатьох мовах програмування позначається як \t.
Також існує вертикальна табуляція VT з кодом 0Bh, в наш час[коли?] використовувана вкрай рідко.

## Табуляція в (X)HTML
У (X)HTML горизонтальна табуляція позначається як &#9;, проте вона відобразиться браузером тільки будучи використаною всередині тегу <pre>.
Приклад HTML коду з використанням табуляції всередині тегу <pre>:
```
<pre>
Два рядки з табуляцією:
2007&#9;Табуляція всередині рядка.
&#9;Табуляція на початку рядка.

Рядок без табуляції.
</pre>
```

Браузер відобразить цей код так:
```
Два рядки з табуляцією:
2007 	 Табуляція всередині рядка.
	 Табуляція на початку рядка.

Рядок без табуляції.

```

Вертикальна табуляція позначається як &#11;, проте вона не використовується в SGML (включаючи HTML) або XML 1.0.

## Unicode
Графічні позначення для символів горизонтальної і вертикальної табуляції в Unicode:
- U+2409 ␉ SYMBOL FOR HORIZONTAL TABULATION (HTML &#9225;)
- U+240B ␋ SYMBOL FOR VERTICAL TABULATION (HTML &#9227;)

## Табуляція в оболонках
У багатьох консольних оболонках (наприклад bash, zsh, Windows, Cisco) натиснення клавіші Tab приводить до автодоповнення.

## Інші значення
Табуляція функції на проміжку [a, b].